# Parafia św. Stanisława Biskupa i Męczennika w Jelczu-Laskowicach
Parafia św. Stanisława Biskupa i Męczennika w Jelczu-Laskowicach znajduje się w dekanacie Jelcz-Laskowice w archidiecezji wrocławskiej.  
Erygowana w 1945. Mieści się przy ulicy Wincentego Witosa. Zarówno parafia, jak i drewniany kościół w laskowickiej części dzisiejszego miasta Jelcz  Laskowice istniały już w 1300 roku. W czasie reformacji świątynia przeszła w ręce ewangelików. Podczas wojny trzydziestoletniej spłonęła wraz z dokumentami sprzed 1646 roku. Odbudowa kościoła w obecnym kształcie trwała od 1654 do 1660 roku. Restaurowano go na początku XX wieku. Częściowo zniszczony w czasie II wojny światowej został przejęty, odbudowany i dostosowany do wymogów liturgii rzymskokatolickiej przez przesiedleńców z Kresów Wschodnich. Aktualnym proboszczem parafii jest ks. Marek Hula. Jego poprzednikami byli księża: Wilhelm Dorożyński, Jan Lach, Franciszek Krosman, Józef Cięciwa, Antoni Rudawski, Józef Kijak, Józef Jamróz i Jacek Dziadkiewicz.

## Grupy parafialne
Żywy Różaniec, Wspólnota Krwi Chrystusa, Kościół Domowy, Kółko Misyjne, Eucharystyczny Ruch Młodych, Lektorzy, Ministranci

## Terytorium
Biskupskiego, Chwałowicka, Cicha, Folwarczna, Kolejowa, Kowalińskiego, Lipcowa, Listowskiego, Łąkowa, Majowa, Morelowa, Oleśnicka, Oławska, Parkowa, Polna, Sadowa, Słoneczna, Spokojna, Sportowa, Strzelnicza, Szkolna, Świętochowskiego, Tołpy, Treski, Turniejowa, Tymienieckiego, Wąskopolna, Wiejska, Wincentego Witosa, Wiśniowa, Zacisze, Zielona, Ziołowa, Żurawskiego

## Cmentarz
- Brzezinki (parafialny)
- Chwałowice (komunalny)
- Dębina (parafialny)
- Nowy Dwór (parafialny)